# オーストラリア・バレエ団
オーストラリア・バレエ団（英語: The Australian Ballet）は、オーストラリア最大のクラシック・バレエ団である。1962年にJ. C. ウィリアムソン・シアターズ社とオーストラリア・エリザベス劇場基金により設立され、イギリス出身のダンサー・バレエ教師・監督のペギー・ヴァン・プラフが初代芸術監督を務めた。今日では、世界でも有数の国際的バレエ団の1つとして知られている。

## 歴史
オーストラリア・バレエ団の起源は、1940年にチェコ人ダンサーのエドゥアール・ボロヴァンスキーが立ち上げたボロヴァンスキー・バレエ団に遡る。ボロヴァンスキーは有名なロシアのバレリーナ、アンナ・パヴロワのツアー・バレエ団のダンサーだったが、コヴェント・ガーデン・ロシアン・バレエとのオーストラリア公演の後にオーストラリアに留まることを決心し、1939年にメルボルンにバレエ学校を設立した。その生徒を中心として設立されたのがボロヴァンスキー・バレエ団である。ボロヴァンスキー・バレエ団はJ. C. ウィリアムソン・シアターズ社から資金面・運営面でサポートを受けていたが、1959年にボロヴァンスキーが亡くなるとイギリス出身のダンサー・監督のペギー・ヴァン・プラフを芸術監督として招聘した。その後、1961年にJ. C. ウィリアムソン・シアターズ社はボロヴァンスキー・バレエ団の解散を決定した。
しかし、同年 J. C. ウィリアムソン・シアターズ社とオーストラリア・エリザベス劇場基金に連邦政府から国家的なバレエ団の設立に向けた助成金が支給されることになり、この助成金により1962年にオーストラリア・バレエ団が設立された。そして、J. C. ウィリアムソン・シアターズ社はペギー・ヴァン・プラフに初代芸術監督への就任を招請した。オーストラリア・バレエ団の設立にあたっては、ボロヴァンスキー・バレエ団の元団員を多数迎え入れている。
オーストラリア・バレエ団の初公演は『白鳥の湖』で、1962年11月2日にシドニーのハー・マジェスティーズ劇場で上演された。初シーズンのプリンシパルはキャスリーン・ゴーハム、マリリン・フェイ・ジョーンズ、ガース・ウェルチであった。ヴァン・プラフはロイヤル・バレエ団のレイ・パウエルを初代バレエマスターとして期間限定で招聘し、セシル・ケラウェイの弟でコヴェント・ガーデン・ロシアン・バレエの元ダンサー、レオン・ケラウェイをバレエ教師として迎え入れた。その後、芸術監督にはロバート・ヘルプマン、マリリン・ジョーンズ、マイナ・ギールグッドが就任した。
1964年にヴァン・プラフはオーストラリア・バレエ学校を設立した。同校はオーストラリア・バレエ団のダンサーを養成するために設立され、現在でも付属校の役割を果たしている。初代校長にはマーガレット・スコットが就任し、その後ゲイリーン・ストック、マリリン・ロウと3代続けてオーストラリア・バレエ団のプリンシパルが校長を務めている。

## 現在
現在はメルボルンに拠点を置いている。サウスバンクにある本部は、長年に渡ってオーストラリア・バレエ団を後援してきたポッター夫人にちなんでプリムローズ・ポッター・オーストラリア・バレエ・センターと名付けられている。オーストラリア大陸内の各州の州都をツアーしており、メルボルンでは州立劇場でオーケストラ・ヴィクトリアと、シドニーではシドニー・オペラハウスでオペラ・オーストラリア管弦楽団と公演している。その他、ブリスベンではクイーンズランド・パフォーミング・アート・センターのリリック劇場、アデレードではアデレード・フェスティバル・センターで公演している。海外ツアーも行う他、毎年ハミルトン島で野外公演を行っている。
オーストラリア・バレエ団の団員はその多くがオーストラリア・バレエ学校の卒業生であり、両者は緊密に協力している。オーストラリア・バレエ団は年間約200回の公演をこなしており、世界で最も忙しいバレエ団であると自称している他、「伝統を重んじながらも、新たな冒険を恐れない（Caring for tradition, daring to be different）」というビジョンに沿って古典の名作から現代作品まで幅広いレパートリーを有している。毎年、教育責任者のケイティ・マッケオンによる教師育成プログラムを含む幅広いダンス教育カリキュラムをオーストラリア国内で提供しており、年間40,000人以上の子供たちに教えている。
オーストラリア・バレエ団の収入源は熱心な観客からの興行収入であるが、連邦政府やヴィクトリア州政府、ニューサウスウェールズ州政府、企業スポンサーの他、民間からの寄付や遺贈からの資金提供も受けている。
現在の芸術監督は、2020年までアメリカン・バレエ・シアターのプリンシパルであったデイヴィッド・ホールバーグである。以前はデイヴィッド・マカリスター （2001年-2020年）、ロス・ストレットン（1996年–2001年）、マイナ・ギールグッド（1983年–1996年）、マリリン・フェイ・ジョーンズ（1979年–1982年）、アン・ウッリアムス（1976年–1977年）、ロバート・ヘルプマン（1965年–1976年）およびペギー・ヴァン・プラフ（1962年–1974年、1978年）が同職を務めていた。エグゼクティブ・ディレクターはシドニー交響楽団の元マネージング・ディレクターであるリビー・クリスティが2013年7月から務めている。
オーストラリア・バレエ団の音楽監督兼首席指揮者はニコレット・フレイヨンであるが、フレイヨンは世界でただ一人の女性のバレエ団付き首席指揮者である。

## テルストラ・バレエダンサー賞
テルストラ・バレエダンサー賞は、オーストラリア・バレエ団を目指す若いエリート・ダンサーを支援するため、2003年から毎年授与されている。これはオーストラリアのダンサーを特に対象とした最大の賞であり、優勝者には2万ドルの賞金が授与される。テルストラ・ピープルズ・チョイス賞はインターネットとSMSを通じた投票により最多得票を獲得した候補者に贈られ、賞金5000ドルが授与される 